# Igreja
Igreja, no sentido genérico religioso, tem várias acepções ou usos dependendo do contexto: Em primeiro lugar, e mais elementar, se refere ao conjunto, reunião, congregação ou assembleia de cristãos. Segundo, pode designar de forma geral a "igreja universal" composta por todos os cristãos de todos os tempos e lugares. Em terceiro lugar, pode designar um conjunto particular de cristãos de uma cidade ou localidade como vemos nas diversas cartas do Novo Testamento escritas para uma igreja em uma localidade. Em quarto, pode se referir a uma denominação ou seita cristã onde seus fiéis ou membros formam uma comunidade ligada pelos mesmos laços de doutrina de fé e submissos a uma determinada liderança local ou mundial. Em quinto, e como desdobramento histórico da anterior, pode designa uma instituição organizada formal e civilmente, separada ou não do Estado dependendo do país e época. Por último, igreja pode se referir ao prédio de reunião e culto cristão, por extensão da igreja enquanto pessoas que congregam naquele local. Todas essas acepções do termo "igreja" dentro do cristianismo são legítimas e usadas normalmente nos diferentes ramos e denominações.

## Etimologia
A palavra portuguesa "igreja" provém do substantivo composta grega ἐκκλησία [Ekklesía] que por sua vez é a combinação da preposição ἐκ [ek] ou εξ [ex] com o verbo καλέω [kaléo], sendo que ek ou ex tem o sentido de "para fora" e kaléo o sentido de "eu chamo" ou "eu convoco". O resultado seria o substantivo ἐκκλησία [Ekklesia] com o sentido etimológico de "chamados para fora" ou "convocados para fora".
Contudo, para se entender o significado corretamente, é de extrema importância compreender que essa palavra teve origem no contexto da democracia ateniense grega, portanto, era uma palavra originalmente de uso político. Naquele contexto político, o sentido de "ekklesia" (chamados para fora) era que os cidadãos eram chamados para fora de suas casas particulares para se reunirem publicamente na praça (em grego, ἀγορά [agorá]) para tratarem e deliberarem sobre a administração da cidade --- lembrando que em Atenas a democracia era direta. Os cidadãos que não "saiam para fora de suas casas" para se reunirem na praça eram chamados de ἰδιώτης [idiótes, de onde provém "idiota" em português], cujo sentido original era "o de “homem privado”, isto é, metido com seus próprios afazeres, afastado da gestão da coisa pública." Portanto, ekklesia (ou igreja em português) designava simplesmente a assembleia ou congresso público de cidadãos gregos (veja Atos dos Apóstolos 19.32,39,41). A Bíblia usa ekklesia ou igreja no sentido simples geral de: assembleia, congresso, congregação, reunião etc, sem conotações políticas e "os escritores do NT não parecem ter tido em mente a ideia de “convocados” quando falavam da ekklēsía". É importante saber a origem para não se cair em "falácias etimológicas" que fazem um malabarismo com a palavra igreja (ekklesia) como a que diz que "o cristão é chamado para fora do mundo", o que é um engano.

Foi nesse sentido que a palavra grega ekklesia foi escolhida pelos tradutores da Septuaginta (a tradução grega da Bíblia hebraica ou Antigo Testamento) para traduzir o substantivo hebraico קָהָל [qāhāl] usado pelos judeus para designar a congregação ou assembleia geral do "povo do deserto", reunida por Moisés. Segundo K. L. Schmidt:
"A LXX usa ekklēsía cerca de 100 vezes, na maior parte para qāhāl. O termo ekklēsía tem o sentido básico de “assembleia” (cf. Dt 9.10; 1Rs 8.65);   apenas o acréscimo de kyríou [do Senhor] dá a ele um sentido teológico (cf. Dt 23.2ss., etc.), ou uma expressão como “de Israel” (1Rs 8.14) ou “dos santos” (Sl 89.5, etc.) O uso de synagōgḗ [sinagoga] é similar. Este, também, é muitas vezes usado para qāhāl, e tem tanto um sentido geral (“assembleia”) quanto um sentido técnico (“congregação de Israel”)."
Portanto, tanto em grego (Septuaginta e Novo Testamento) como em hebraico (Antigo Testamento), "igreja" tem o significado genérico de assembleia, congregação, reunião etc, podendo ser usada, dependendo do contexto, em sentido religioso ou profano/secular de um simples ajuntamento com outras finalidades (veja Atos dos Apóstolos 19.32,39,41).
"Dicionários gerais definem ekklēsía como 1. “assembleia” e 2. “igreja”. Léxicos do NT distinguem entre igreja como a. todo o corpo e b. a congregação local ou igreja na casa. A ênfase difere de acordo com a denominação, embora, por vezes, a unidade básica seja percebida. Visto que o NT usa um único termo, as traduções deveriam tentar fazer o mesmo, mas isso levanta a questão quanto a se “igreja” ou “congregação” é sempre adequado, especialmente em vista do uso do AT para Israel e do subjacente hebraico e aramaico. Deve-se também indagar o motivo pelo qual a comunidade do NT evita um termo cultual para si mesma e escolhe um termo mais secular. “Assembleia”, então, seria talvez o melhor termo, especialmente por possuir tanto um sentido concreto quanto abstrato, ou seja, tanto para o ato de congregar quanto para a assembleia."
Discutindo as vantagens e desvantagens de qual terminologia na tradução seria preferível no uso da língua comum, Schmidt diz que
A palavra “igreja” sugere o aspecto universal e, etimologicamente, o fato de pertencer ao Senhor (kyriakón), mas ela tem a desvantagem de ter adquirido uma nuança hierárquica. A palavra “congregação” destaca o fato de que a pequena irmandade já é igreja, e salienta o aspecto de reunião, mas tem a desvantagem de chamar a atenção para o grupo individual, por vezes num sentido sectário. “Comunidade eclesiástica” poderia ser recomendado como possível alternativa para ambas.

## Origem
No contexto bíblico, o termo igreja designa normalmente a reunião do povo de Deus no Antigo ou Novo Testamento. Na Bíblia, encontramos muitas imagens que mostram aspectos complementares do mistério da Igreja. O Antigo Testamento privilegia imagens como: povo (de Deus), rebanho, escolhidos, oliveira; o Novo Testamento usa imagens como: corpo de Cristo na terra, imagem pastoral (aprisco, rebanho, ovelhas), agrícola (campo, oliveira, vinha), de habitação (morada, pedra, templo), familiar (esposa, mãe, família, filhos).

#### No Antigo Testamento
Embora o Novo Testamento acrescente um sentido mais profundo ao conceito de "igreja de Deus" ou "assembleia de Deus", contudo, deve ser compreendido que o NT não inventou o conceito de "igreja" ou "assembleia", antes o desenvolveu a partir de sua base veterotestamentária. 
"A LXX usa ekklēsía cerca de 100 vezes, na maior parte para qāhāl. O termo ekklēsía tem o sentido básico de “assembleia” (cf. Dt 9.10; 1Rs 8.65); apenas o acréscimo de kyríou [do Senhor] dá a ele um sentido teológico (cf. Dt 23.2ss., etc.), ou uma expressão como “de Israel” (1Rs 8.14) ou “dos santos” (Sl 89.5, etc.) O uso de synagōgḗ [sinagoga] é similar. Este, também, é muitas vezes usado para qāhāl, e tem tanto um sentido geral (“assembleia”) quanto um sentido técnico (“congregação de Israel”). [...] Enquanto ekklēsía é quase sempre usado para qāhāl, qāhāl é traduzido por ekklēsía apenas em alguns livros (p. ex., Deuteronômio, Josué, Juízes, Samuel, Reis, Crônicas, Esdras, Neemias, Salmos). Em outros lugares, synagōgḗ é usado como equivalente, ocasionalmente também outros termos como óchlos ou sýstasis. Synagōgē, diferentemente de ekklēsía, também é usada para ‘ēḏâ, comum em Êxodo, Levítico e Números."

#### No Novo Testamento
A palavra "Igreja" aparece no Novo Testamento pela primeira vez no livro em Mateus 16:18, no evento conhecido como Confissão de Pedro. O termo pode ser a uma certa localidade como, por exemplo, as sete Igrejas do Apocalipse, ou pode se referir à igreja universal (católica) como um todo unificado como em Mateus 18.15-17.
Em Mateus 18:15–17, no chamado "Discurso sobre a Igreja", encontramos as seguintes palavras de Jesus:

Ora, se teu irmão pecar, vai, e repreende-o entre ti e ele só; se te ouvir, terás ganho teu irmão; mas se não te ouvir, leva ainda contigo um ou dois, para que pela boca de duas ou três testemunhas toda palavra seja confirmada. Se recusar ouvi-los, dize-o à igreja; e, se também recusar ouvir a igreja, considera-o como gentio e publicano.

## História
Inicialmente, a organização das comunidades locais é centrada principalmente nos presbíteros ou anciãos e nos diáconos ao serviço da caridade.  Posteriormente, desenvolveu-se a liderança dos bispos distintamente dos presbíteros. Os contornos das várias funções dos bispos, presbíteros e diáconos são difíceis de determinar com precisão e muitos usam alguns desses termos de forma sobreposta ou intercambiável.
Em 325, no Primeiro Concílio de Niceia, uma estrutura hierárquica aparece com um bispo à frente de uma província que tem presbíteros (sacerdotes ou pastores), e diáconos.

## Termos distintivos da igreja
Existe uma terminologia tradicionalmente usada por todos os ramos principais do cristianismo para descrever e distinguir a Igreja de Cristo no seu sentido mais elementar, sem contudo, especificar um grupo ou ramo cristão em detrimento dos outros.

### 1. Una, santa, católica* e apostólica
As quatro marcas da Igreja ou quatro características da Igreja são um grupo de quatro adjetivos ou atributos considerados como características que descrevem a Igreja de Jesus Cristo, sendo elas – una, santa, católica e apostólica. Estes atributos foram definidos oficialmente no credo niceno-constantinopolitano, no ano de 381, o qual professa: "Creio na Igreja Una, Santa, Católica e Apostólica".
Essas quatro atributos, considerados em sentido lato (amplo), são admitidos e professados por todos os ramos do cristianismo e igrejas cristãs históricas. Por exemplo, essa crença é partilhada pela Igreja Católica Romana, ortodoxas bizantinas, nestoriana, ortodoxas orientais, Presbiteriana, Anglicana e demais do protestantismo histórico, comumente chamadas de atributos da igreja.
- Nesse sentido amplo, o termo "católica" é usado pelos protestantes no seu sentido original amplo de "universal" e não deve ser confundido com o nome de uma igreja específica. Os Católicos Romanos já utilizam o termo "católico" nos sentido mais estrito.

### 2. Igreja militante e igreja triunfante
A igreja universal (católica) é dividida em duas partes: igreja militante e igreja triunfante. A distinção entre igreja militante e igreja triunfantes significa que há um grupo de cristãos verdadeiros na terra que ainda lutam contra o pecado, o mundo e o diabo, e um grupo de cristãos verdadeiros nos céus que já venceram o pecado, o mundo e o diabo e agora estão com Cristo em glória aguardando a ressurreição do corpo físico.

### 3. Igreja visível e igreja invisível
Essa distinção entre igreja visível e igreja invisível foi primeiramente desenvolvida em profundidade por Santo Agostinho e se tornou consagrada no cristianismo em geral. Essa distinção foi feita por Santo Agostinho porque ele percebeu que a igreja, como observada humanamente, é um corpus permixtum (i.e., corpo misto), onde há uma mistura de cristãos verdadeiros e falsos.
A igreja enquanto grupo de pessoas ou instituição organizada, possui um conjunto de membros ou fiéis visível na terra, contudo, nosso conhecimento humano de quem compõe a igreja de Cristo é imperfeito, pois, hora consideramos como cristão aquele que de fato não o é, e hora consideramos como não cristão aquele que de fato o é. Essa seria a igreja visível. Por isso, Agostinho também estabeleceu o conceito de "igreja invisível", que se refere à igreja como conhecida perfeitamente por Deus. Somente o Senhor da Igreja vê e conhece perfeitamente aqueles que são seus, pois ele vê o coração e espírito. Segundo Agostinho, a igreja invisível é encontrada substancialmente dentro da igreja visível, como se fossem dois círculos concêntricos no qual o maior círculo é a igreja visível e o menor interior, é a igreja invisível. A igreja verdadeira invisível sempre terá uma manifestação visível e conhecida nesse mundo, contudo essa visibilidade é sempre imperfeita.

## Principais ramos do cristianismo

### Igreja Católica Apostólica Romana

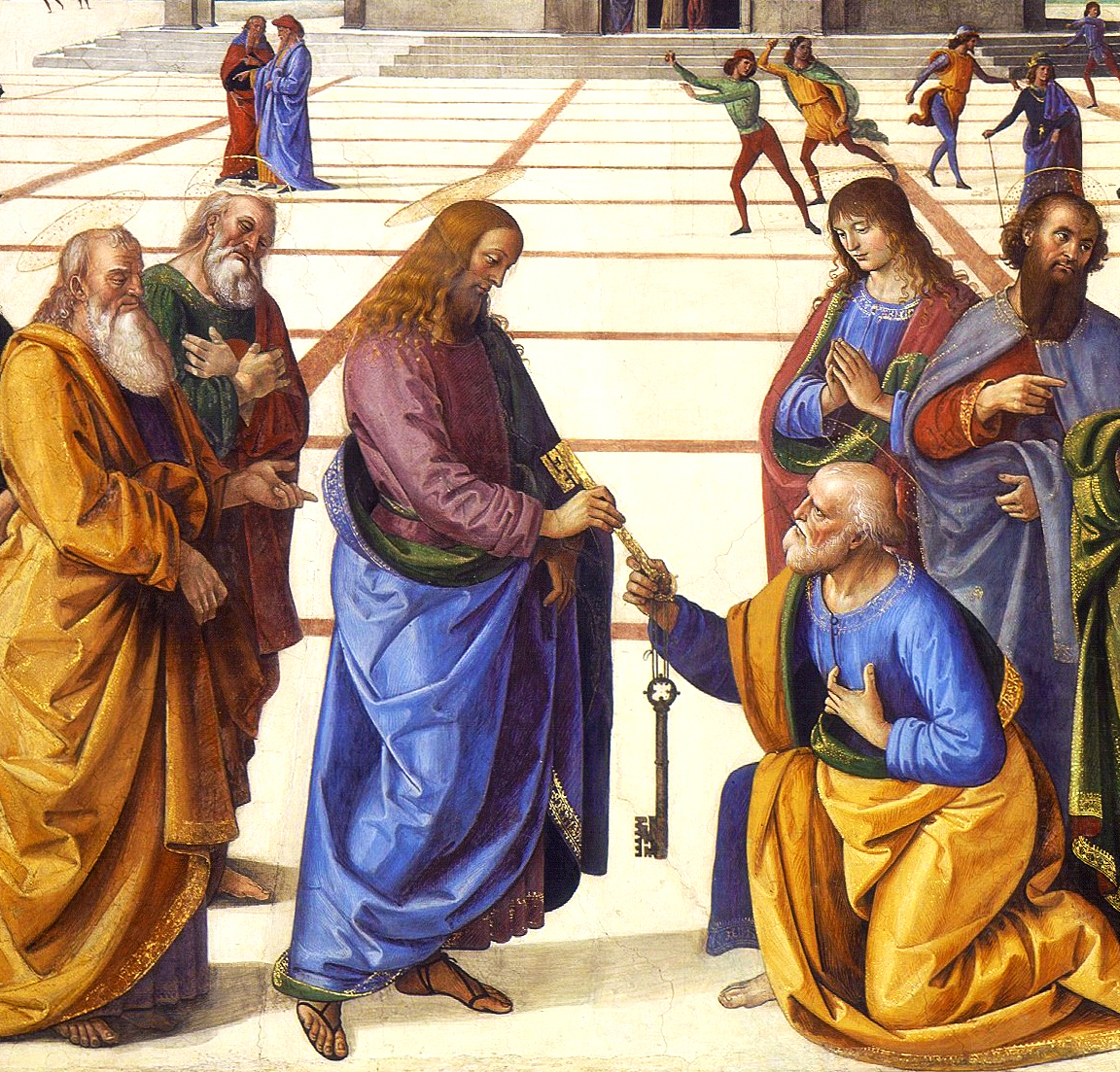
Em afresco de Pietro Perugino (1481-82) na Capela Sistina, Jesus entrega as chaves do Reino de Deus à Igreja, que é liderada pelo Apóstolo São Pedro, e, consequentemente, a todos os papas e bispos, que são os sucessores dos Doze Apóstolos.

No catolicismo, a Igreja Católica Romana, com uma administração centralizada no Vaticano, é a representação da Igreja. A Igreja é "o povo que Deus convoca e reúne de todos os confins da Terra, para constituir a assembleia daqueles que, pela fé e pelo batismo, se tornam filhos de Deus, membros do Corpo de Cristo e templo do Espírito Santo". Os católicos acreditam que a única Igreja fundada e encabeçada por Jesus Cristo, "como sociedade constituída e organizada no mundo, subsiste (subsistit in) na Igreja Católica, governada pelo sucessor de Pedro e pelos bispos em comunhão com ele" Segundo a Tradição Católica, a Igreja está alicerçada sobre o Apóstolo Pedro, a quem Cristo prometeu o Primado, ao afirmar que "sobre esta pedra (do grego "petros") edificarei a minha Igreja" e que "dar-te-ei as chaves do Reino dos Céus" (cf. Mt 16, 17-20).
Algumas igrejas orientais particulares sui iuris com autonomia de governo, tradições e liturgia próprias, mas reconhecendo a autoridade papal e em plena comunhão com a Igreja de Roma. Entre elas: Igreja Católica Eritreia, Igreja Católica Etíope e Igreja Católica Copta.
A Igreja Católica afirma ser a detentora na plenitude dos sete sacramentos e dos outros meios necessários para a salvação, dados por Jesus à Igreja. Tudo isto para reunir, santificar, purificar e salvar toda a humanidade e para antecipar a realização do Reino de Deus, cuja semente é necessariamente a Igreja. Por esta razão, a Igreja, guiada e protegida pelo Espírito Santo, insiste na sua missão de anunciar o Evangelho a todo o mundo, sendo aliás ordenada pelo próprio Cristo: "ide e ensinai todas as nações, batizando-as no nome do Pai e do Filho e do Espírito Santo" (Mt 28,19). A Igreja, mediante os sacramentos do batismo e da Reconciliação, tem, também, a missão e o poder de perdoar os pecados, porque o próprio Cristo lho conferiu".
No credo niceno-constantinopolitano, são atribuídas, à Igreja, as propriedades de una, santa, católica e apostólica. Além disto, ela é, também, chamada de Esposa de Cristo, Templo do Espírito Santo e Corpo de Cristo, sendo este último revestido de um significado importante e especial para a Igreja. Este último nome assenta na crença de que a Igreja não é apenas uma simples instituição, mas um corpo místico constituído por Jesus, que é a cabeça, e pelos fiéis, que são membros deste corpo inquebrável, através da fé e do sacramento do batismo. Este nome é assente também na crença de que os fiéis são unidos intimamente a Cristo por meio do Espírito Santo, sobretudo no sacramento da Eucaristia.

### Igreja Católica Apostólica Ortodoxa
A Igreja Ortodoxa ou Igreja Católica Ortodoxa, reúne as Igrejas autocefálicas que escolhem seu próprio primata. São igrejas que de origem bizantina que romperam com Roma no Grande Cisma em 1054, deixando de reconhecer a primazia do Papa e reconhecendo apenas o primado de honra do Patriarcado Ecumênico de Constantinopla.
As Igreja Católica Ortodoxa, assim como a Católica Romana, possui uma forte hierarquia episcopal (governada por bispos) e centralizada no Patriarca de Constantinopla.[carece de fontes?] As igrejas autônomas têm um arcebispo. Por causa de sua influência ou importância histórica, uma igreja autocéfala pode ostentar o título de patriarcado ou de arcebispado e, portanto, ser liderada por um patriarca ou um arcebispo.

### Igrejas Ortodoxas Orientais
As chamadas igrejas ortodoxas orientais devem ser distinguidas das igrejas ortodoxas bizantinas (ver acima) que aceitam a doutrina do Concílio de Calcedónia (451) sobre as duas naturezas de Cristo, doutrina que é aceita pelos católicos romanos e ortodoxos bizantinos e protestantes históricos. As igrejas ortodoxas orientais rejeitam, portanto, o Credo Calcedoniano, mas aceitam os três primeiros Concílios Ecumênicos e seus credos.
O Conselho Mundial de Igrejas lista seis igrejas ortodoxas orientais: Igreja Ortodoxa Copta, Igreja Ortodoxa Síria, Igreja Apostólica Armênia, Igreja Ortodoxa Etíope, Igreja Ortodoxa Eritreia e Igreja Ortodoxa Siríaca Malankara.

### Igrejas evangélicas históricas
Os termos "protestantes" ou "evangélicos" são intercambiáveis, sendo que o primeiro tem caído em desuso. Motomura afirma que: "Em alguns países, especialmente no Brasil, o termo 'protestante' foi substituído por 'evangélico', retirando a conotação polêmica da palavra e dando uma característica mais positiva e universal." A distinção que se faz entre protestante e evangélico como se fossem grupos diferentes é meramente popular e não é correta historicamente, pois, desde a Reforma do século XVI, esse foi o termo "evangélico(a)" foi adotado por Martinho Lutero, enquanto "protestante" foi um termo aplicado pelos católicos anos depois do início da reforma em 1529. O mais exato seria fazer a distinção entre protestantes/evangélicos históricos e modernos, ou entre evangélicos históricos, pentecostais e neopentecostais.
As igrejas protestantes ou evangélicas. históricas abrangem as denominações ou igrejas nacionais originadas no movimento da Reforma do século XVI como consequência das ideias de Martinho Lutero e outros reformadores: Igreja Evangélica na Alemanha (Evangelische Kirche in Deutschland, de confissão luterana), Igreja Episcopal Anglicana, Igreja Reformada da Suíça, Igreja Reformada dos Países Baixos, Igreja da Escócia (presbiteriana), igrejas independentes (hoje chamadas de igrejas congregacionais) e, posteriormente, as igrejas batistas. Essas denominações ou igrejas originais se espalharam pelo mundo e passaram por desdobramentos e divisões.
No protestantismo histórico, normalmente as igrejas são nacionais e autônomas, não possuindo um governo ou concílio mundial como no Catolicismo Romano. Mas existem organizações internacionais que promovem a fraternidade e comunhão das diferentes igrejas nacionais. Por exemplo: a Comunhão Anglicana, a Federação Luterana Mundial e a Comunhão Mundial das Igrejas Reformadas.
A organização das igrejas nacionais variam bastante dependendo da denominação. Algumas igrejas se organizam em concílios e sínodos que têm autoridade normativa sobre as igrejas ou paróquias locais como as igrejas luteranas, reformadas e presbiterianas. Outras igrejas são independentes de uma hierarquia ou sínodo como: as igrejas independentes ou congregacionais e batistas históricos. No primeiro caso é dito que são igrejas conciliares, no último caso são igrejas congregacionais. Contudo, mesmo as igrejas independentes ou congregacionais formam "convenções" (ou "comunhão") com a finalidade de manterem comunhão e cooperação mútua das igrejas afiliadas facultativamente, mas sem autoridade e interferência nas igrejas afiliadas.
Quanto ao governo ou liderança das igrejas protestantes, também há bastante diversidade. Algumas denominações são episcopais com uma hierarquia de bispos sobre presbíteros e diáconos como as luteranas, anglicanas e metodistas. Outras denominações são não-hierárquicas com um único tipo ou nível de liderança composta de presbíteros (indistinto de bispos ou pastores) e diáconos como no caso das igrejas reformadas, presbiterianas, congregacionais e batistas.
Quanto a doutrina, há um conjunto de verdades centrais compartilhadas historicamente com o catolicismo romano como as doutrinas dos Credos Universais (Apostólico, Niceno, Niceno-Constantinopolitano, Atanasiano e o de Calcedônia),  e doutrinas centrais peculiares do protestantismo compartilhadas entre as igrejas evangélicas históricas. As igrejas evangélicas, exceto a Ala Alta da Igreja Anglicana, possuem apenas dois sacramentos ou ordenanças, a saber, o Batismo e a Santa Ceia (Eucaristia). Muitas igrejas aderem a documentos confessionais (Confissão de Fé e Catecismos) e regulamentos comuns que explicitam suas crenças bíblicas.

### Igrejas evangélicas pentecostais
As igrejas denominadas pentecostais, surgiram nos EUA a partir dos batistas e metodistas. Essas igrejas conservam as mesmas características e variedade de organização, governo e doutrina centrais das igrejas evangélicas históricas, mas se distinguem delas quanto à doutrina dos dons ou carismas extraordinários como: falar em línguas (glossolalia), profecias, revelações e dons de curar.
A Assembleia de Deus é tida como a maior igreja pentecostal do mundo, se bem que a rigor não é uma igreja unificada, já que oficialmente seu governo é congregacional independente, e possui várias divisões ou "ministérios" como normalmente são chamados. Outras igrejas pentecostais bastante difundidas no Brasil são: Igreja do Evangelho Quadrangular e Congregação Cristã no Brasil.

### Igrejas evangélicas neopentecostais
As igrejas evangélicas classificadas no meio acadêmico e eclesiástico como "neopentecostais" (embora não sejam nomeadas oficialmente com esse termo), têm origem na "Terceira Onda" do pentecostalismo no final da década de 70 nos EUA.

Os "neopentecostais, conservam muitas crenças e práticas do pentecostalismo, mas a principal característica dos neopentecostais é se distanciarem da moral e costumes rígidos dos pentecostais e tradicionais, e, por outro lado, enfatizarem a teologia da prosperidade ou "confissão positiva" (prosperidade material, econômica e saúde física), a batalha espiritual (exorcismos, demônios territoriais, maldição hereditária, quebra de maldição). 
"Ainda segundo Mariano, quanto a essa nova roupagem do protestantismo no Brasil, podemos afirmar que as Igrejas Neopentecostais realizaram as mais profundas acomodações à sociedade (se pensarmos em termos de mutações do protestantismo através dos tempos), abandonando vários traços sectários, hábitos ascéticos e o velho estereótipo pelo qual os “crentes” eram reconhecidos e, implacavelmente, estigmatizados, abolindo certas marcas distintivas e tradicionais de sua religião, propondo novos ritos, crenças e práticas, dando ares mais brandos aos costumes e comportamentos como em relação às vestimentas. O prefixo “neo” é utilizado para marcar sua recente formação, bem como seu caráter de “novidade” dentro do protestantismo, mais especificamente do pentecostalismo." 
Como as pentecostais, essas igrejas também variam bastante quanto à organização (podendo ter ou não ter uma organização e um líder mundial) e quanto à forma de governo, sendo comum haver uma forte hierarquia: apóstolos, bispos, pastores (presbíteros), diáconos, evangelistas, missionários, obreiros etc.
As principais igrejas neopentecostais no Brasil são: Igreja Universal do Reino de Deus, Igreja Internacional da Graça de Deus, Igreja Mundial do Poder de Deus, Igreja Renascer em Cristo, Comunidade Evangélica Sara Nossa Terra, Igreja Bola de Neve, etc.

## Arquitetura das igrejas (templos)

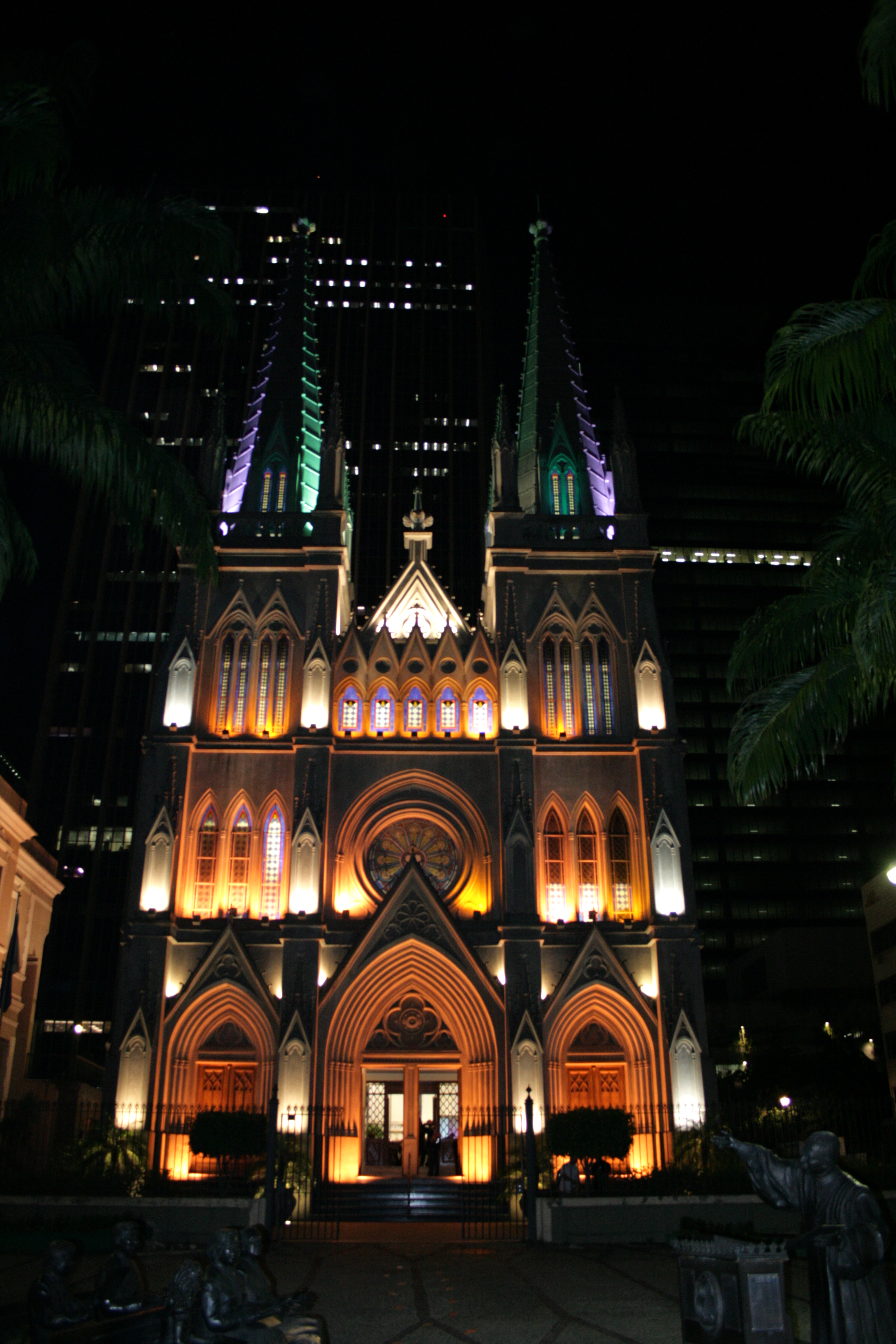
Catedral Presbiteriana, no Rio de Janeiro. De arquitetura neogótica, é um patrimônio histórico da cidade.

O termo igreja é usado para nomear e descrever não apenas uma comunidade religiosa cristã (pessoas) e organizações, mas também para nomear a construção, igreja, usada para serviços religiosos públicos ou culto cristão.
A arquitetura das igrejas variam bastante dependendo da época, lugar ou grupo cristão. Também há bastante variedade quanto aos adornos, símbolos e imagens utilizadas em seu exterior e interior.